# Phoebis philea
Espèce
Phoebis philea est une espèce d'insectes lépidoptères (papillons) de la famille des Pieridae, de la sous-famille des Coliadinae et du genre Phoebis.

## Description
Phoebis philae est un grand papillon (son envergure varie de 68 à 102 mm) au  dessus de couleur jaune orné d'une barre transversale orange sur l'aile antérieure et d'une bordure orange à l'aile postérieure. Les femelles peuvent avoir une discrète et incomplète marge noire

### Chenille
Elle est verte ornementée de blanc et marron.

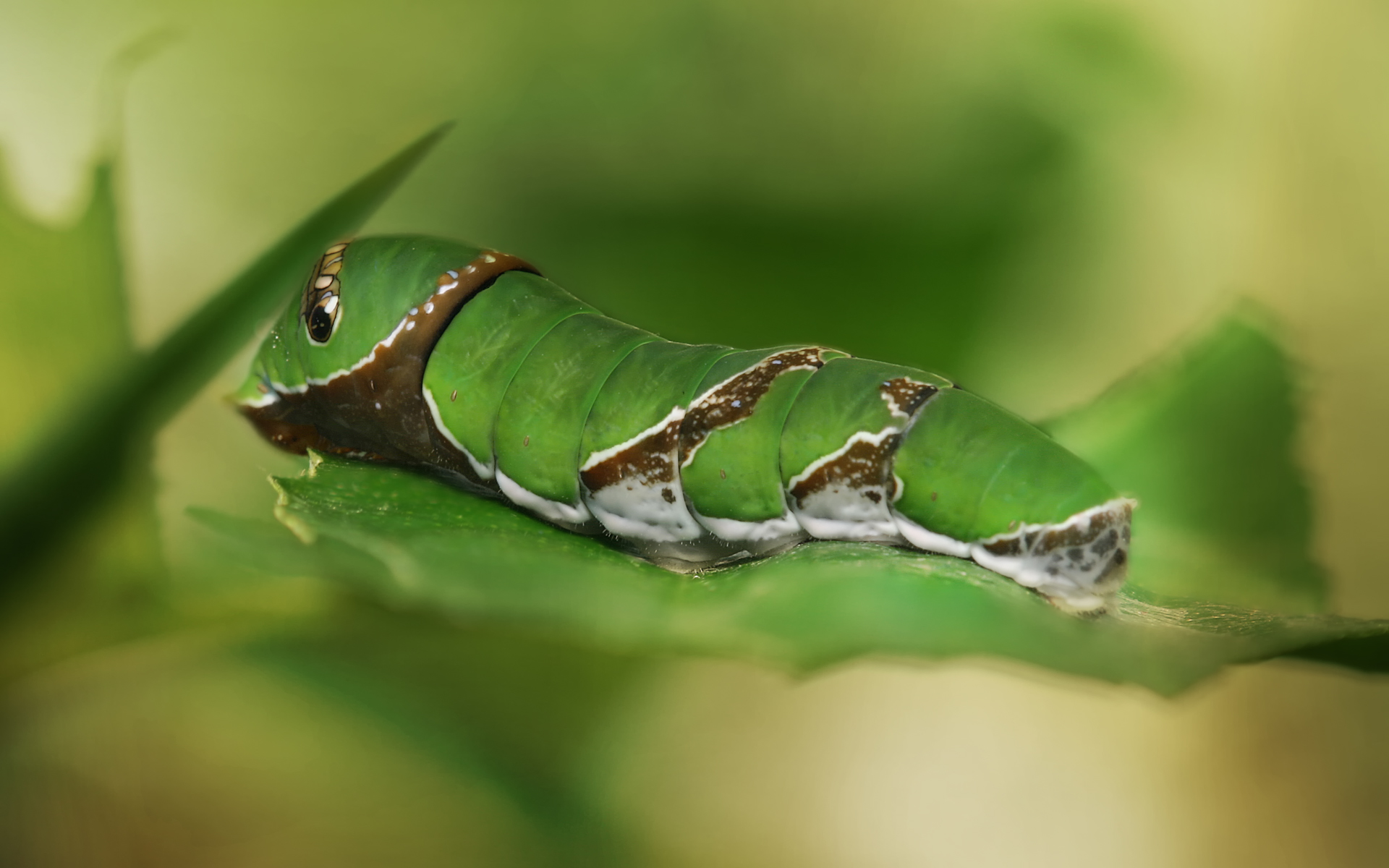
Chenille de Phoebis philae
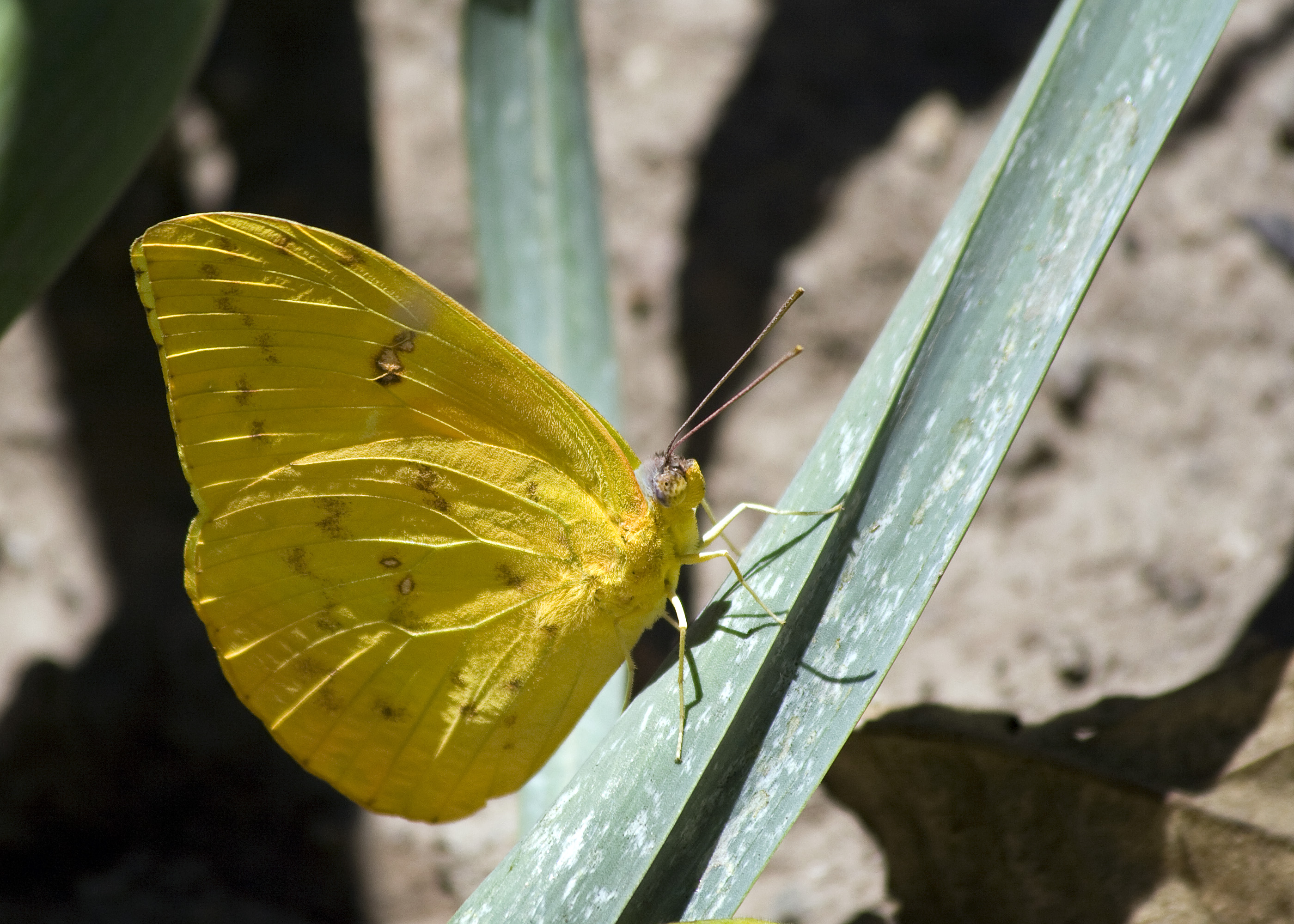
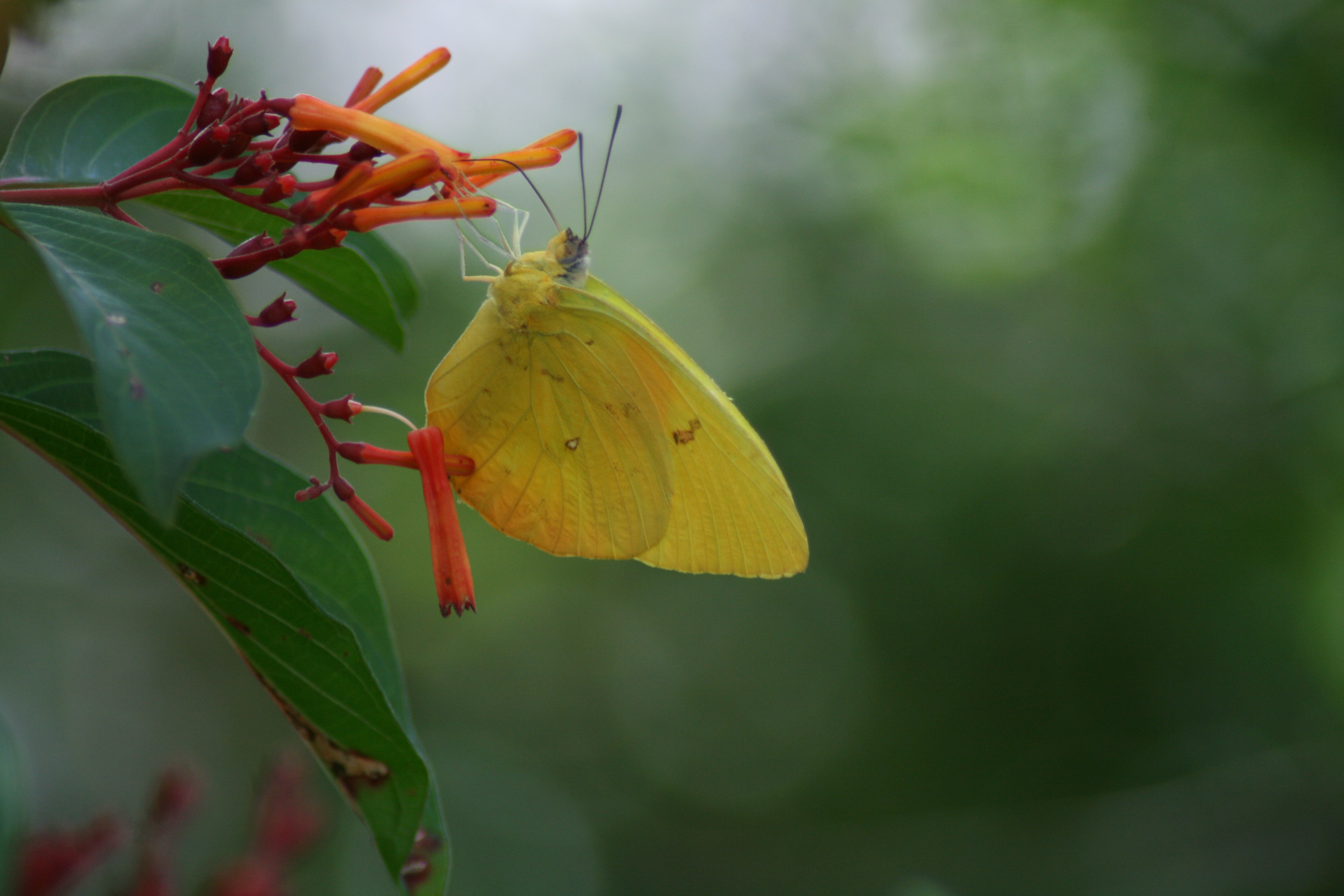
Phoebis philae

## Biologie
C'est un migrateur depuis le sud de l'Amérique du Nord vers le nord qui atteint exceptionnellement le Canada.

### Période de vol et hivernation
Il vole toute l'année en Floride.

### Plantes hôtes
Les plantes hôtes de la chenille sont des Cassia, Cassia alata, Cassia fruticosa, Cassia grandis, Cassia leptocarpaa et  Cassia hayesiana.

## Écologie et distribution
Ce papillon est résident au Brésil, en Amérique du Sud, en Amérique centrale, au Mexique, dans le sud des États-Unis dans le sud du Texas et en Floride, à Cuba et à Saint-Domingue (Haïti et République dominicaine). 
Il est migrateur dans l'ensemble des États-Unis, mais très rarement dans les États du nord-ouest proches du Canada, alors qu'au nord-est il lui arrive de migrer jusqu'en Ontario au Canada.

### Biotope
Il affectionne les parcs, les jardins, les bords de routes.

## Systématique
Phoebis philea a été nommé par le naturaliste suédois Carl von Linné en 1763.

### Synonymie
- Callidryas philea (Godman & Salvin, 1889)[4]

### Noms vernaculaires
Phoebis philea se nomme Orange-barred Giant Sulphur ou Yellow Apricot en anglais.

### Taxinomie
Il existe trois sous-espèces :
- Phoebis philea philea au Brésil et Guyane

Synonymie pour cette sous-espèce
Papilio aricye (Cramer, 1776)
Papilio melanippe (Stoll, [1781])
Colias lollia (Godart, 1819)
Colias aricia (Godart, 1819)
Colias corday (Hübner, 1819)
Catopsilia obsolota (Niepelt, 1920)
Catopsilia irma (Krüger, 1929)
- Phoebis philea huebneri (Fruhstorfer, 1907)[7] à Cuba.
- Phoebis philea thalestris (Illiger, 1801) à Saint-Domingue (Haïti et République dominicaine)[2].

## Phoebis phileaet l'Homme

### Protection
Pas de statut de protection particulier.